# Területi statisztika
A területi statisztika egy főleg a földrajzban használatos fogalom, ami egy adott térség vagy terület statisztikai alapú, statisztikai módszerekkel végzett elemzését jelenti, földrajzi, geográfiai és geológiai adatokkal, valamint matematikai statisztikai és matematikai tértudományos, illetve földrajztudományi eszközökkel.

## Története
A térstatisztika már a kartográfia és a (térképes) felvétel korai kísérleteivel egy időben keletkezett, viszont sok terület járult hozzá mai formájának kialakulásához. A biológia például a biogeográfiát, a botanika a flóra globális és helyi eloszlását, az etológia a faunamigrációt, a tájökológia a vegetációs társulásokat, az ökológia pedig a populációk térbeli dinamikájának tanulmányozásán keresztül tette hozzá a magáét. A járványtan már kezdetben, a betegségek térképi eloszlásának lejegyzésével hozzájárult. John Snow egy kolerajárvány kitörésével kapcsolatos munkája volt az első, melyben térképileg nyomon követte a betegség terjedését, tanulmányozva az egészségügyi ellátás helyi mikéntjeit. A térstatisztika fejlődéséhez a statisztika is nagyban hozzájárult a térbeli elemzésben, a közgazdaságtan pedig a térbeli ökonometrián keresztül. A Földrajzi információs rendszer jelenleg is jelentősen hozzájárul a térstatisztika fejlődéséhez, hisz a modern analízis eszköztárában fő összetevő a földrajzi software. A távolsági érzékelés a morfometriával és a klaszteranalízissel bővítette. Az informatika az algoritmusok tanulmányozásával járult hozzá nagymértékben, méghozzá a számítással segített geometriával. A matematika továbbra is az elemzés alapvető eszköze, és hogy képet kaphassunk a térstatisztika méreteiről, csak nézzük meg például egy friss munkát fraktálokkal és invariáns függvényekkel. A tudományos modellezés hasznos keretet biztosít ezen új megközelítésekhez. 

## Alapvető problémák
A térstatisztikában számos problémával állunk szemben a vizsgálat tárgyának meghatározása kapcsán, a vizsgálat struktúrájának megtervezésekor, a számítógépnek az elemzésben való felhasználásánál, a rendelkezésre álló módszerek ismert korlátaival és sajátosságaival, végül pedig az analízisek eredményeinek prezentálásakor. Ezen problémák közül számos ma is a modern kutatás aktív tárgya.
Gyakran merülnek fel közös hibák a térstatisztikák kapcsán. Némelyik a tér matematikájának következtében, mások azért, mert egyes adatok egyedi módon jelenítődnek meg a térben, vagy pedig azért, mert csak bizonyos eszközök állnak rendelkezésre. Mivel a közvélemény-kutatási adatokat adatvédelmi okokból helyi egységekbe aggregáljuk, itt is felmerül számos statisztikai kérdés. A tengerpartok fraktálos természete a pontos hosszmérést igen bonyolulttá, hacsak nem lehetetlenné teszi. Számítógépes programmal az egyeneseket ugyan ráillesztgethetjük a partszakasz valós alakzatára, kiszámítva ezzel az egyenesek által kiadott hosszakat, és mégis, ezeknek az egyeneseknek nincs a valóságban megfelelésük. Mutatja ezt Nagy Britannia partjainak lentebbi példája is.
Ezek a kérdések kihívást jelentenek a térstatisztikában, hisz a térképi megjelenítésnek kiemelkedő a hatása. Ahogyan az eredmények megjelennek a térképen, a jobbára pontos térbeli adatok keverednek az akár pontatlan statisztikai adatokkal, azt a hamis illúziót keltve, hogy a statisztikai eredmények pontosabbak annál, mint amit az adatokból várnánk.

### Térbeli jellemzők

A bubópestis terjedése a középkori Európában. A színek a járvány idő és térbeli terjedését mutatják

Az egyed (entitás) térbeli jelenlétének meghatározása korlátozza az entitással kapcsolatos lehetséges statisztikai elemzést, valamint befolyásolja az elérhető végeredményt is. Bár ez a kitétel általánosságban is érvényes mindenféle analízisre, mégis, különösen fontos a térstatisztikánál, hiszen azok az eszközök, amikkel meghatározzuk és számítjuk az entitásokat, az entitások egyedi elhatárolását előnybe helyezik a specifikus karakterizációt, azaz a tárgy pontként történő térbeli meghatározását, mert nagyon korlátozott az a statisztikai kelléktárunk, ami vonalakkal, területekkel, illetve háromdimenziós elemekkel képes dolgozni. A számítógépes eszköztár a tárgyakat mint homogén, de elkülönülő egységeket tudja könnyebben kezelni, mert az adatbázis elemeinek száma, valamint a számítási kapacitás is véges, és a primitív struktúrákat könnyebben tudja a számítógép létrehozni. Arról van tehát szó, hogy az egyed mint statisztikai fogalom egy adott bejelentési/megfigyelési helyhez van kötve, holott az egyed mint valós dolog mobilis. Például egy betegség térképi eloszlásánál nem kapunk valós adatokat, mivel a mozgást és az időbeliséget nem, vagy csak nagyon nehezen lehet megjeleníteni.

### Térbeli dependencia és autokorreláció
A térbeli dependencia a tulajdonságok földrajzi-térbeli kovariációja: a közelségi elhelyezkedés jellemzői korrelálnak, akár negatív, akár pozitív irányban. A térbeli dependencia a térbeli autokorreláció statisztikai problémájához vezet, csakúgy, mint a temporális (idői) autokorreláció, amely áthágja azt a standard statisztikai feltevést, hogy a megfigyelések függetlenek. Például, az a regressziószámítás, ami nem kompenzálja a térbeli dependenciát instabil tulajdonságbecslésekre juthat, és megbízhatatlan szignifikancia tesztet eredményez. A térbeli regressziós modellek (lásd lent) érdemi választ nyújtanak erre a kapcsolódási problémára, és annak hiányosságai sem jelentkeznek. Szintén helyes a térbeli dependenciára információforrásként tekinteni, mintsem javítandó problémára.
A helyi hatások szintén megjelennek, mint térbeli heterogenitás, vagy mint egy folyamatban észlelhető variáns, mely a földrajzi térnek egy-egy adott helyéhez kapcsolódik. Hacsak a tér nem homogén és határtalan, minden hely a többivel összehasonlítva valamilyen formában egyedi lesz. Ez kihat a térbeli dependencia kapcsolatokra, ezáltal a térbeli folyamatra. A térbeli heterogenitás azt jelenti, hogy azok az átlagos jellemzők/paraméterek, melyeket az adott rendszerre tételezünk, helyileg esetlegesen nem tudják adekvát módon leírni a folyamatot. Vagyis arról van szó, hogy a terület fő jellemzői elfedik az esetleges kisebb helyi változókat és eltéréseket, azaz homogénnek mutatnak valamit, ami nem az. Például Baranya megye éves átlag hőmérséklete nem veszi figyelembe, hogy a nagyobb folyók mentén átlagosan mindig alacsonyabb a hőmérséklet.

### Léptékek
A térbeli mérés léptéke a téranalízis nem múló problémáját okozza; erről részletesen a módosuló területi egység probléma (MAUP) témánál olvashatunk. A tájökológusok kifejlesztettek a mérésekhez egy fraktáltermészetű konstans léptéktípust. Még általánosabban fogalmazva: nincs tudomásunk olyan lépték-független analízistechnikáról, mely kapcsán szakmai konszenzus alakult volna ki.

### Mintavétel
A térbeli mintavétel azt jelenti, hogy a földrajzi tér korlátozott számú helyei kapcsán pontosan mérjük fel azokat a jelenségeket, melyekre a dependencia és a heterogenitás jellemző. A dependencia arra utal, hogy miután az egyik elhelyezkedésből előre jelezhetjük egy másik elhelyezkedés értékét, nincs szükség mindkét helyen külön megfigyelésre. A heterogenitás pedig arra utal, hogy ez a viszony a térben megváltozhat, ezért egy határon túl már nem bízhatunk a dependencia megfigyelt mértékében, mely mérték meglehetősen szűkös. A legegyszerűbb térbeli mintavétel sémái lehetnek véletlenszerűek, klaszteresek és rendszeresek. Ezen alapvető sémákat egy megtervezett téri hierarchiában több szinten alkalmazhatjuk, (pl., városias területek, nagyváros, városrészek). Az is megengedett, hogy segédadatokat használjunk, például, a tulajdoni értéket a térbeli mintavételi sémában mint iránymutatót kezeljük amikor a végzettség és jövedelmi viszonyokat vizsgáljuk. A térbeli modellek, mint a statisztikai autokorreláció, a regresszió és az interpoláció (ld. lent) szükségszerűvé tehetik a mintavételezés tervezését.

### A téranalízis gyakori hibái
A téranalízis alapvető problémái számos további problémához vezetnek. Ilyen a szisztematikus torzítás, torzulás, és a következtetésben vétett egyszerű hiba. Ezek a problémák gyakran összefüggenek, de számosan próbálkoznak vele, hogy az egyedi problémákat egymástól jól elkülöníthetővé tegyék.

### Hosszúság
Nagy Britannia partvidékének ismertetése során, Benoit Mandelbrot kimutatta, hogy bizonyos térbeli fogalmak önmagukból eredően érzékekkel nem felfoghatóak, még akkor sem, hogyha ugyanakkor igazolhatónak bizonyulnak. A hosszúság az ökológiában a mérésnél alkalmazott léptéktől függ. Így, ahogyan a folyók hosszainak felvételénél általában, ez a hossz csak a felvételnél alkalmazott módszer ismeretében értelmezhető. 

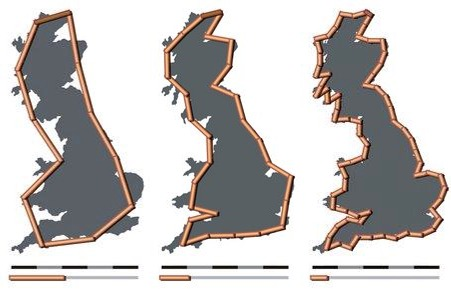
Nagy Britannia felmérése hosszú yardnyi, közepes, és végül rövid mérőrúddal

### Lokációs hibák
A lokációs hiba arra utal, hogy a tanulmányozandó elemek egyedi térbeli tulajdonságainak tulajdonítható rendellenesség a térbeli elhelyezkedés megválasztásából ered.
A térbeli leképezések lehetnek leegyszerűsítettek, vagy egyszerűen hibásak.  Az emberi megközelítés sokszor leegyszerűsíti a térbeli megjelenést nulldimenziós pontokká, mint mondjuk egy lakáscím. Ez könnyen vezethet felületes számításokhoz, például járványterjedés esetén a megfertőződés történhet a munkahelyen vagy iskolában, tömegközlekedésen, és mégis a lakcímet veszik csak alapul.
A térbeli leképezést korlátozhatja maga a tanulmány tárgyának saját tulajdonsága. Ilyen például a bűnügyi adatok térbeli statisztikája, mely manapság vált népszerűvé, de ezzel csak azokat a bűneseteket lehet térképre vinni, melyek térbelileg is elhatárolhatóak. Ebből következik, hogy számos térkép jeleníti meg a testi sértéseket, ugyanakkor a politikai hátterű sikkasztásos ügyek fel sem kerülnek térképre, és ebből a hiányból eredően a közvélemény kevésbé fejt ki nyomást az ilyen típusú bűncselekmények elleni fellépésre.

### Atomi hibák
Ezek abból erednek, hogy a vizsgált elemeket „atomosan”, a térbeli kontextusból kiszakítva kezelik. A hiba az egyedi következtetések térbeli egységekre történő interpolációjából származik.

### Ökológiai hiba
Ökológiai hibának azt nevezzük, amikor az egyes egységeken végzett vizsgálatot már eleve számított, aggregát adatokból vezetjük le. Részben térbeli aggregátságból eredő hibákról van szó, mint amikor egy pixel egy adott terület átlaghőmérsékletét jelenti, az ökológiai hiba pedig abból a téves következtetésből ered, hogy az adott terület minden pontján egyenletesen egyforma a hőmérséklet. Ez szorosan összefügg a változtatható területi egység problémájával.

## Fordítás
Ez a szócikk részben vagy egészben  a   Spatial analysis című angol Wikipédia-szócikk ezen változatának fordításán alapul.  Az eredeti cikk szerkesztőit annak laptörténete sorolja fel. Ez a jelzés csupán a megfogalmazás eredetét és a szerzői jogokat jelzi, nem szolgál a cikkben szereplő információk forrásmegjelöléseként.